# Catedral de San Juan (Jinotega)
La Catedral de San Juan o simplemente Catedral de Jinotega es el nombre que recibe un edificio religioso afiliado a la Iglesia católica que se encuentra ubicado en el parque central de la ciudad de Jinotega, capital del departamento del mismo nombre en el país centroamericano de Nicaragua.

## Historia

### Época colonial
El fraile mercedario Juan de Alburquerque, desde el convento de Cebaco, en 1606 recorrió el corregimiento de Sébaco hasta las orillas del río Muymuy, estableciendo con el tiempo las reducciones de Santa Cruz de Ceybaca (posiblemente la actual Santa Cruz, departamento de Estelí) y San Juan de Muymuy. Se cree que fue él quien impuso como patrón a San Juan Bautista.
En 1623 los nativos se sublevaron y volvieron a sus montañas. Pero, al volver los religiosos, bajo la guía de Fray Juan Godoy, consiguieron su retorno y, en un lugar más cercano a Matagalpa, fue fundado el pueblo de San Ramón Nonato; asimismo  Muymuy quedó reubicado cerca de Metapa.
El 3 de mayo de 1752, fiesta de la Santa Cruz, el Obispo de Nicaragua y Costa Rica Fray Pedro Agustín Morel de Santa Cruz, religioso dominico (OP), visitó el pueblo de San Juan de Jinotega.
A inicios del siglo XIX, el templo de San Juan Bautista es elevado a Parroquia en 1802, según consta en los libros de Bautismo de la época. En 1805, se terminó de construir una primera iglesia en el mismo lugar en la que hoy esta la catedral. De esta última se encuentra todavía al día de hoy fotografías y la descripción de ellas con vitrales de colores en la capilla del Santísimo, y altos pilares de cedro en la nave central.

### SigloXX

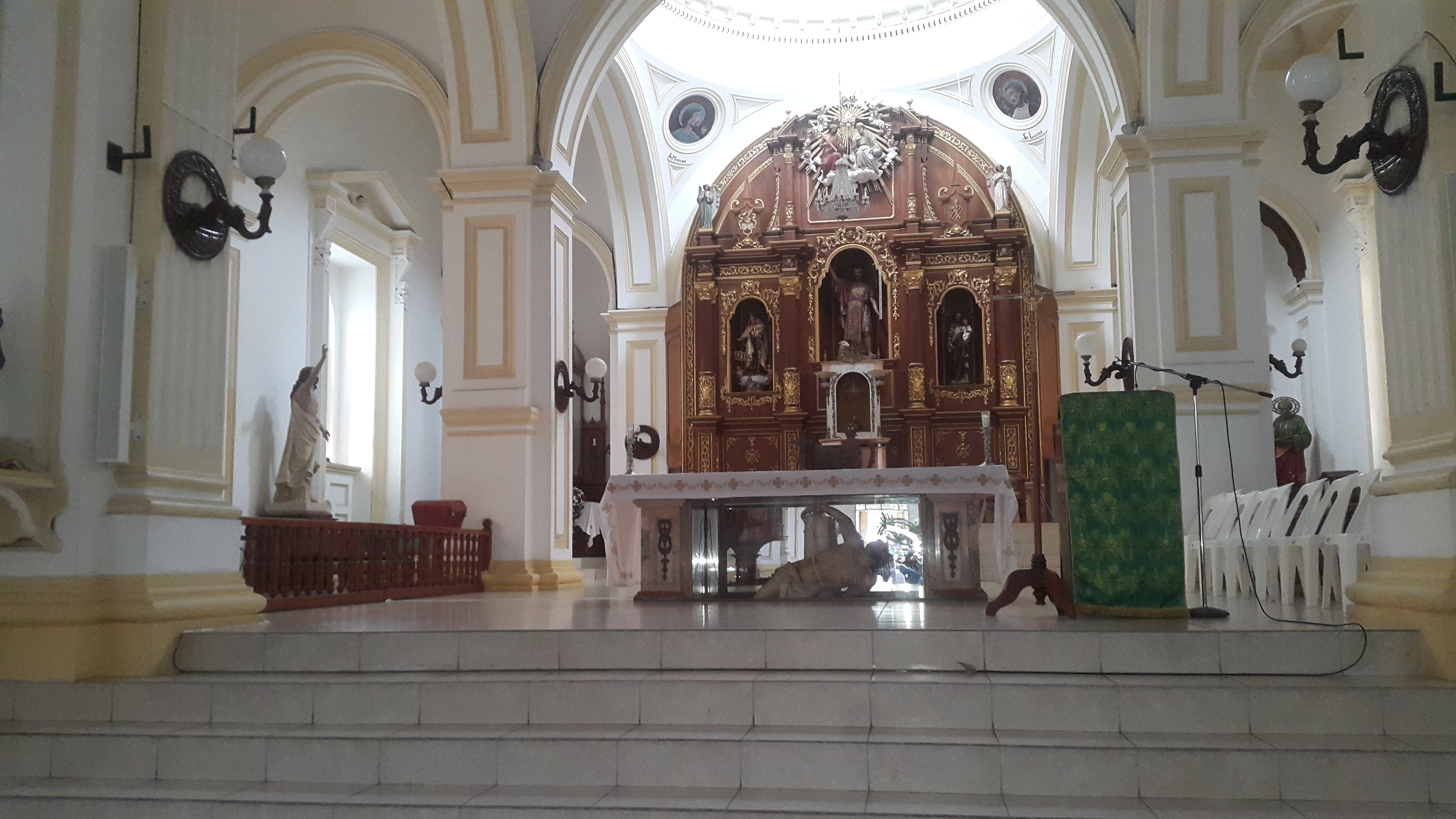
Vista al Altar Mayor con el Flagelado

En 1911 monseñor Simeón Pereira y Castellón, obispo de Nicaragua, visitó Jinotega y dejó como vicario foráneo al padre Ernesto Oranguyen de origen vasco - español. El padre Oranguyen es el responsable de la construcción de la capilla de Nuestra Señora de Guadalupe, con esta construcción iniciaba la nueva estructura de la parroquia San Juan. Bajo la administración del padre Oranguyen, fueron llevadas a la iglesia imágenes españolas como la Inmaculada Concepción, colocandola en el altar que tallo el maestro Luis Lezama, artesano de Masaya, la imagen de la Virgen Dolorosa, y en 1912 el Flagelado o el Señor de la Caída, que actualmente está bajo el altar mayor. 
Desde 1925 el párroco de la iglesia de San Juan, el sacerdote Luis Alberto Valencia y Villegas (1887-), de origen colombiano, el cual también fungió como vicario foráneo del departamento hasta 1952, se le atribuye el inicio de la construcción del nuevo templo, que reemplazaba la vieja construcción de madera, porque fuertes vientos derribaron lo que se podía llamar la Cúpula, que servia como Altar mayor.

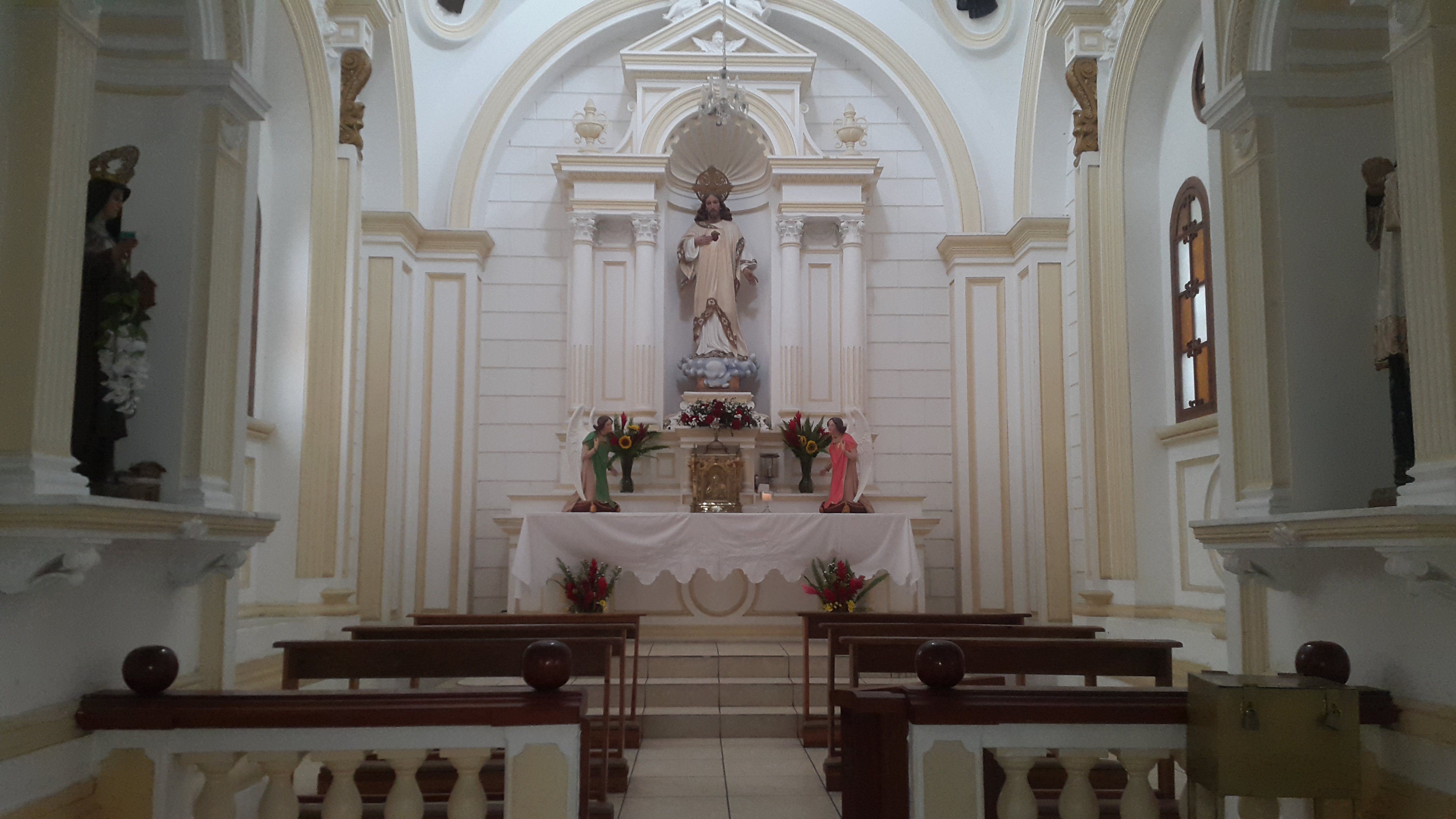
Capilla Sagrado Corazón de Jesús - Catedral San Juan, Jinotega.

A base de limosnas y fajinas del vecindario, dejó terminada la parte total del Presbiterio, como las Cúpulas y la capilla del Sagrado Corazón de Jesús, que hacia juego con la de Nuestra Señora de Guadalupe. 
En enero de 1946, se realizó en la ciudad de Jinotega el primer Congreso Eucarístico, en este el Excmo. Sr Obispo Isidro Augusto Oviedo y Reyes, procedió el 29 de enero del mismo año a la Bendición y colocación de la Corona Imperial, en la sagrada imagen de Nuestra Señora del Perpetuo Socorro.
En 1947 el templo San Juan Bautista de Jinotega, fue declarado Monumento Nacional Histórico por decreto legislativo. 
En 1952 comienza labor como párroco de la iglesia Monseñor Rubén Baltodano y Alfaro, teniendo como tarea la reconstrucción del templo parroquial cuyas obras terminaron en 1958. Esta construcción fue muy controvertida, ya que algunas personas se oponían a la idea de la nueva edificación. Sin embargo, el proyecto se llevó a cabo y como resultado se obtuvo una iglesia de corte arquitectónico neoclásico. El padre Baltodano, trajo desde España en 1956 el retablo que simula una fachada neoclásica Renacentista, aunque desfigurando los adornos y exageraciones del estilo Churrigueresco, propios del arte religioso español y que actualmente resguarda a San Juan Bautista. En el conjunto del retablo fueron traídos el Púlpito, y el Altar mayor que protege al Flagelado, siendo consagrado por Monseñor Octavio José Calderón y Padilla, Obispo de la Diócesis de Matagalpa.

### Iglesia prelaticia
En 1982 Juan Pablo II, crea la prelatura de San Juan Bautista de Jinotega, y la iglesia de San Juan es elevada a la dignidad de iglesia prelaticia.

## Elevación a catedral
En el año 1991 el templo parroquial prelaticio fue elevado a a la dignidad de Catedral creando así la Diócesis de Jinotega, mediante la bula "Quod Praelatura Xinotegana" del papa Juan Pablo II. Asignada al obispo Pedro Lisímaco de Jesús Vílchez, quien fue el primer obispo de la diócesis, y cuyos restos descansan dentro de las instalaciones de catedral.

## Diseño y actualidad
Al presente la catedral de Jinotega es uno de los edificios iconos de la ciudad. Tiene arte y arquitectura colonial, es semejante a la Catedral de San Pedro (Matagalpa), pero en dimensiones más pequeñas. Posee la escultura del Flajelado o señor de la caída bajo el Altar mayor, de las cuales existen 2 en el mundo. La otra escultura se encuentra en Italia. Posee 2 torres y en la torre sur posee un reloj del cual se dice que es único en el mundo.
El templo sigue el rito romano o latino y es la sede de la Diócesis de Jinotega (Dioecesis Xinoteganus) que fue creada en 1991.
En 2008 se reportó que la iglesia estaba necesitada de una renovación.
Esta bajo la responsabilidad pastoral del obispo Carlos Enrique Herrera Gutiérrez. Quien funge como II Obispo de la Diócesis de Jinotega.